# Calyptranthes maxima
Calyptranthes maxima är en myrtenväxtart som beskrevs av Mcvaugh. Calyptranthes maxima ingår i släktet Calyptranthes och familjen myrtenväxter. Inga underarter finns listade i Catalogue of Life.